# Frances Villiers
Frances Villiers, comtesse de Jersey, née Frances Twysden le 25 février 1753 à St. James's (Londres) et morte le 23 juillet 1821 à Cheltenham, est l'une des maîtresses les plus connues et les plus influentes du roi George IV à l'époque où il n'est encore que prince de Galles.